# 濱四津敏子
濱四津敏子（はまよつ としこ、1945年1月6日—2020年11月29日）是日本的政治家，出生於台灣台北市，就曾讀慶應義塾大學。1994年擔任過第29代羽田內閣的環境大臣。1997年9月25日至1998年11月7日之間擔任第二代公明黨的公明代表。
2020年11月29日，濱四津敏子逝世，但由於家屬意願，死訊一直未有公開，直至2023年2月16日時，公明黨正式對外公佈。

## 外部連結
- 濱四津敏子官方網站 （日語）